# Songs About Jane
| Оценки критиков            | Оценки критиков |
| Источник                   | Оценка          |
| -------------------------- | --------------- |
| AllMusic                   | [ 4 ]           |
| Christgau's Consumer Guide | [ 5 ]           |
| The Guardian               | [ 6 ]           |
| Rolling Stone              | [ 3 ]           |
| sputnikmusic               | [ 7 ]           |

Songs About Jane — (с англ. — «Песни о Джейн») — дебютный альбом американской поп-рок-группы Maroon 5, вышедший в 2002 году. Большая часть материала, вошедшего в дебютный альбом, была навеяна бурными отношениями Адама Левина с бывшей девушкой (Джейн Херман), с которой они расстались незадолго до выхода пластинки. Альбом был выпущен в июне 2002 года и к концу 2004 года оказался в лучшей десятке Billboard 200. В 2012 году вышло специальное издание альбома — Songs About Jane: 10th Anniversary Edition — включающее в себя демоверсию альбома и дополнительные треки.
Альбом был выпущен с пометкой «Copy Control» в некоторых регионах.

## Работа над альбомом
Все участники группы Maroon 5 ранее являлись участниками группы Kara’s Flowers, выпустившими свой первый альбом — The Fourth World (с англ. — «четвёртый мир») — в середине 1997 года. После ухода Kara’s Flowers из Reprise Records в 1999 году к группе присоединился гитарист Джеймс Валентайн.

«После ухода с лейбла Reprise я много времени провёл в Нью-Йорке, где близко познакомился с урбанистическими направлениями и культурой хип-хопа. В Лос-Анджелесе у меня никогда не было такой возможности. Я погрузился в совершенно новый музыкальный мир, который сильно повлиял на характер моих новых песен»
— Адам Левин
В поисках нового контракта на запись Maroon 5 договаривались о прослушивании с менеджерами многих лейблов. Предпочтение в конце концов было отдано только что основанному независимому лейблу Octone Records, расположенному в Нью-Йорке.

## Успех вчартах
После выпуска альбома в середине 2002 года группа гастролировала вместе с Мишель Бранч и Никкой Коста.
Первый сингл «Harder To Breathe» сумел попасть в топ-40 синглов на радио. Songs About Jane достиг высоких показателей в чартах Великобритании, а первый сингл лидировал в чартах Великобритании, Австралии и Новой Зеландии. Второй сингл «This Love», на песню которого был снят видеоклип, принёс группе успех, возглавив хит-парады VH1, MTV и топ-40 на радио. Кроме этого, он стал первым платиновым синглом среди официально скачиваемых треков.
Тираж альбома Songs About Jane составил более трёх миллионов проданных копий. Группа Maroon 5 стала обладательницей различных заслуженных ею наград: «Прорыв года» на MTV Europe Music Awards, три награды журнала Billboard и две номинации на премию «Грэмми», одна из которых — за лучший вокал в третьем сингле альбома Songs About Jane под названием «She Will Be Loved». Песня «Woman» стала саундтреком к фильму «Человек-паук 2».
Songs About Jane достиг пика популярности в августе 2004 года, заняв шестое место в национальном хит-параде. К этому времени было продано около 2,7 миллиона копий. До этого ни одному альбому не требовалось столько времени с момента выпуска для того, чтобы попасть в десятку лучших альбомов.

## Список композиций
1. «Harder to Breathe» (Джесси Кармайкл, Адам Левин) — 2:53
2. «This Love» (Кармайкл, Левин) — 3:26
3. «Shiver» (Кармайкл, Левин) — 2:59
4. «She Will Be Loved» (Левин, Д. Валентайн) — 4:17
5. «Tangled» (Левин) — 3:18
6. «The Sun» (Левин) — 4:11
7. «Must Get Out» (Кармайкл, Левин) — 3:59
8. «Sunday Morning» (Кармайкл, Левин) — 4:06
9. «Secret» (Кармайкл, Левин) — 4:55
10. «Through with You» (Кармайкл, Левин) — 3:01
11. «Not Coming Home» (Кармайкл, Райн Дьюсек, Левин) — 4:21
12. «Sweetest Goodbye» (Левин) — 4:30

### Бонус-треки
1. «Rag Doll»* (Кармайкл, Левин) — 5:29
2. «Harder to Breathe (Акустика)»* (Кармайкл) — 2:56
3. «This Love (Акустика)»* (Кармайкл, Левин) — 4:01
4. «This Love (Ремикс Канье Уэста)»* (Кармайкл, Левин) — 3:38

- Бонус треки в иностранном Songs About Jane выпущены в специальном издании BMG в Новой Зеландии в 2004 году.

## Другие песни
1. «Take What You Want» — 2:24
2. «That’s Not Enough» — 2:37
3. «It’s U» -
4. «Wasted Years» — 5:23
5. «Woman» — 5:08

Кавер-версии песен британской рок-группы «Oasis», исполненные на концертах:
1. «Don’t Look Back in Anger» — 4:49
2. «Hello» — 4:28

## Чарты и выданные сертификаты
| Чарт                               | Название                                                         | Пик позиция | Сертификация | Продажи     |
| ---------------------------------- | ---------------------------------------------------------------- | ----------- | ------------ | ----------- |
| США Billboard 200                  | Billboard/RIAA                                                   | 6           | 4x Platinum  | 4.6 million |
| США Billboard Top Internet Albums  | Billboard/RIAA                                                   | 6           | 4x Platinum  | 4.6 million |
| США Billboard Comprehensive Albums | Billboard/RIAA                                                   | 6           | 4x Platinum  | 4.6 million |
| США Billboard Heatseekers          | Billboard/RIAA                                                   | 1           | 4x Platinum  | 4.6 million |
| США Billboard Top Pop Catalog      | Billboard/RIAA                                                   | 1           | 4x Platinum  | 4.6 million |
| «European Albums Chart»            | IFPI                                                             | N/A         | 2x Platinum  | 2 million   |
| «Australian Albums Chart»          | Ассоциация звукозаписывающих компаний Австралии                  | 1           | 5x Platinum  | 350,000+    |
| «Austrian Albums Chart»            | «Media Control»                                                  | 7           | Gold         | 20,000+     |
| «Brazilian Albums Chart»           | ABPD                                                             | N/A         | Gold         | 140,000+    |
| «Canadian Albums Chart»            | «Nielsen SoundScan»                                              | 3           | 3x Platinum  | 300,000+    |
| «Dutch Albums Chart»               | NVPI/«Megacharts»                                                | 2           | Platinum     | 70,000+     |
| «Finnish Albums Chart»             | GLF                                                              | N/A         | Gold         | 20,000+     |
| «French Albums Chart»              | «SNEP»/«IFOP»                                                    | 1           | 2x Gold      | 290,000     |
| «German Albums Chart»              | «Media Control»                                                  | 5           | Platinum     | 200,000+    |
| «Japanese Albums Chart»            | «Oricon»                                                         | N/A         | 2x Platinum  | 500,000+    |
| «Mexican Albums Chart»             | «AMPROFON»                                                       | 2           | 2x Platinum  | 300,000+    |
| «New Zealand Albums Chart»         | Канадская ассоциация звукозаписывающих компаний                  | 1           | 5x Platinum  | 75,000+     |
| «Norwegian Albums Chart»           | «VG Nett»                                                        | 3           | Gold         | 20,000+     |
| «Swedish Albums Chart»             | «GLF»                                                            | 4           | Gold         | 30,000+     |
| «Swiss Albums Chart»               | «Media Control»                                                  | 12          | Gold         | 20,000+     |
| «UK Albums Chart»                  | «British Phonographic Industry»/«The Official UK Charts Company» | 1           | 6x Platinum  | 1,900,000   |